# Sematophyllum nordenskioldii
Sematophyllum nordenskioldii là một loài Rêu trong họ Sematophyllaceae. Loài này được (Besch.) Iisiba miêu tả khoa học đầu tiên năm 1929.